# Громницький Володимир Петрович
о. Володи́мир Громни́цький (11 серпня 1862, Красне, нині Калуського району — 23 листопада 1938, Тернопіль) — український греко-католицький священник, крилошанин, реліґійний, громадський діяч. Член-засновник Міщанського братства. Батько сотника УГА, команданта залізничної станції в Тернополі періоду ЗУНР Ісидора Громницького.

## Життєпис
Народився 11 серпня 1862 року в селі Красне, Калуського повіту, нині Калуського району Івано-Франківської області, Україна.
Висвячений 15 березня 1885 року. Після висвячення був священником на парафіях у Лисятичах (1885—1888) і Журавно (1888—1889), рік працював адміністратором у Журавно.
У 1890 році став священником на Тернопільській парафії УГКЦ (до 1893), а 1895 року її очолив (від 1893 року, після смерті отця-декана Василя Фортуни був її адміністратором). Довголітній парох церкви Різдва Христового в Тернополі. Брав участь в організації та роботі українських товариств. Як голова філії товариства «Рідна школа» сприяв діяльності освітніх установ: дівочої ґімназії, учнівської бурси, філії товариства «Просвіта», Руського та Педагогічного товариств, «Української бурси», «Міщанського братства» (член-засновник 1890 року, голова у 1895—1921 роках) Марійської дружини тощо.
1914 року був заарештований російськими окупантами, був на засланні в Росії. В тернопільській парафії запровадив Богослужіння до Серця Ісусового, реколекції, акафісти, Служби Божі для міщан, учнів шкіл, гімназії. Придбав ділянку (на сучасному бульварі Тараса Шевченка) для будівництва парафіяльної церкви (не встиг здійснити задуму).
15 квітня 1899 року в Тернополі окружним судом було зареєстровано перше на Поділлі «Повітове товариство кредитове» (був одним з ініціаторів створення).
18 листопада 1918 року в Середній церкві приймав присягу на вірність Українській державі (ЗУНР) співробітників окружної військової команди Тернополя та командирів підпорядкованих їй частин.
Віце-декан (1898—1901), адміністратор (1901—1902) і декан Тернопільського деканату УГКЦ (1901—1927); почесний крилошанин (1903—1938) і член Львівської митрополичої консисторії УГКЦ (1927—1938).
Похований на Микулинецькому цвинтарі Тернополя в родинному гробівці.

## Пам'ять
18 жовтня 2020 року на честь отця Громницького у Тернополі на території історичного факультету Тернопільського національного педагогічного університету імені Володимира Гнатюка встановлено пам'ятник.